# Vif
|  | Per a altres significats, vegeu «Cantó de Vif». |

Vif és un municipi francès al departament d'Isèra i a la regió d'Alvèrnia-Roine-Alps. L'any 2007 tenia 8.050 habitants.

## Demografia

### Població
El 2007 la població de fet de Vif era de 8.050 persones. Hi havia 2.980 famílies de les quals 652 eren unipersonals (292 homes vivint sols i 360 dones vivint soles), 784 parelles sense fills, 1.276 parelles amb fills i 268 famílies monoparentals amb fills.
La població ha evolucionat segons el següent gràfic:

### Habitatges
El 2007 hi havia 3.233 habitatges, 3.021 eren l'habitatge principal de la família, 58 eren segones residències i 154 estaven desocupats. 2.202 eren cases i 1.022 eren apartaments. Dels 3.021 habitatges principals, 2.163 estaven ocupats pels seus propietaris, 776 estaven llogats i ocupats pels llogaters i 82 estaven cedits a títol gratuït; 37 tenien una cambra, 264 en tenien dues, 503 en tenien tres, 904 en tenien quatre i 1.313 en tenien cinc o més. 2.499 habitatges disposaven pel capbaix d'una plaça de pàrquing. A 1.155 habitatges hi havia un automòbil i a 1.621 n'hi havia dos o més.

### Piràmide de població
La piràmide de població per edats i sexe el 2009 era:
| Homes | Edats   | Dones |
| ----- | ------- | ----- |
| 0     | 95 o +  | 4     |
| 8     | 90 a 94 | 28    |
| 24    | 85 a 89 | 52    |
| 28    | 80 a 84 | 72    |
| 60    | 75 a 79 | 88    |
| 92    | 70 a 74 | 100   |
| 124   | 65 a 69 | 140   |
| 168   | 60 a 64 | 136   |
| 132   | 55 a 59 | 128   |
| 184   | 50 a 54 | 204   |
| 232   | 45 a 49 | 212   |
| 356   | 40 a 44 | 272   |
| 256   | 35 a 39 | 296   |
| 260   | 30 a 34 | 256   |
| 196   | 25 a 29 | 188   |
| 132   | 20 a 24 | 156   |
| 204   | 15 a 19 | 229   |
| 284   | 10 a 14 | 280   |
| 232   | 5 a 9   | 224   |
| 200   | 0 a 4   | 220   |

## Economia
El 2007 la població en edat de treballar era de 5.267 persones, 3.966 eren actives i 1.301 eren inactives. De les 3.966 persones actives 3.749 estaven ocupades (2.000 homes i 1.749 dones) i 217 estaven aturades (81 homes i 136 dones). De les 1.301 persones inactives 370 estaven jubilades, 565 estaven estudiant i 366 estaven classificades com a «altres inactius».

### Ingressos
El 2009 a Vif hi havia 3.020 unitats fiscals que integraven 8.042,5 persones, la mediana anual d'ingressos fiscals per persona era de 20.898 €.

### Activitats econòmiques
Dels 324 establiments que hi havia el 2007, 2 eren d'empreses extractives, 5 d'empreses alimentàries, 1 d'una empresa de fabricació de material elèctric, 14 d'empreses de fabricació d'altres productes industrials, 81 d'empreses de construcció, 51 d'empreses de comerç i reparació d'automòbils, 16 d'empreses de transport, 15 d'empreses d'hostatgeria i restauració, 7 d'empreses d'informació i comunicació, 10 d'empreses financeres, 21 d'empreses immobiliàries, 37 d'empreses de serveis, 43 d'entitats de l'administració pública i 21 d'empreses classificades com a «altres activitats de serveis».
Dels 124 establiments de servei als particulars que hi havia el 2009, 1 era una oficina d'administració d'Hisenda pública, 1 gendarmeria, 1 oficina de correu, 4 oficines bancàries, 1 funerària, 4 tallers de reparació d'automòbils i de material agrícola, 1 taller d'inspecció tècnica de vehicles, 1 autoescola, 12 paletes, 13 guixaires pintors, 16 fusteries, 11 lampisteries, 18 electricistes, 1 empresa de construcció, 9 perruqueries, 2 veterinaris, 11 restaurants, 11 agències immobiliàries, 1 tintoreria i 5 salons de bellesa.
Dels 18 establiments comercials que hi havia el 2009, 1 era un supermercat, 1 una botiga de menys de 120 m², 4 fleques, 2 carnisseries, 2 llibreries, 2 botigues de roba, 1 una botiga d'equipament de la llar, 1 una sabateria, 1 una botiga de mobles i 3 floristeries.
L'any 2000 a Vif hi havia 29 explotacions agrícoles que ocupaven un total de 357 hectàrees.

## Equipaments sanitaris i escolars
El 2009 hi havia 3 farmàcies i 1 ambulància.
El 2009 hi havia 1 escola maternal i 4 escoles elementals. Vif disposava d'un col·legi d'educació secundària amb 590 alumnes.

## Poblacions més properes
El següent diagrama mostra les poblacions més properes.